# Lombo
Lombo ist eine Gemeinde (Freguesia) im portugiesischen Kreis Macedo de Cavaleiros. In ihr leben 304 Einwohner (Stand 19. April 2021).